# Trutnov (huyện)
Huyện Trutnov (tiếng Séc: Okres Trutnov) là một huyện (okres) nằm trong vùng Hradec Králové của Cộng hòa Séc. Huyện Trutnov có diện tích 1147 km², dân số năm 2002 là 119996 người. Thủ phủ huyện đóng ở Trutnov. Huyện này có 75 khu tự quản.==Các khu tự quản==
Huyện Trutnov có 75 khu tự quản sau: